# Patitulní list
Patitulní list (také patitulní stránka) je list, který předchází titulnímu listu knihy. Jeho prvotním účelem bylo chránit titulní list. Označení patitul představuje údaj vytištěný na patitulní stránce, kterým obvykle bývá název díla zpravidla ve zkrácené podobě.

## Předtitulní a patitulní list
Předtitulní list je umístěný před titulním listem knihy a zahrnuje nejčastěji patitulní stránku a frontispis. Patitulní stránka je lichá stránka předtitulního listu, která může kromě názvu knihy obsahovat název edice, znak nakladatelství či jiné údaje.

## Galerie

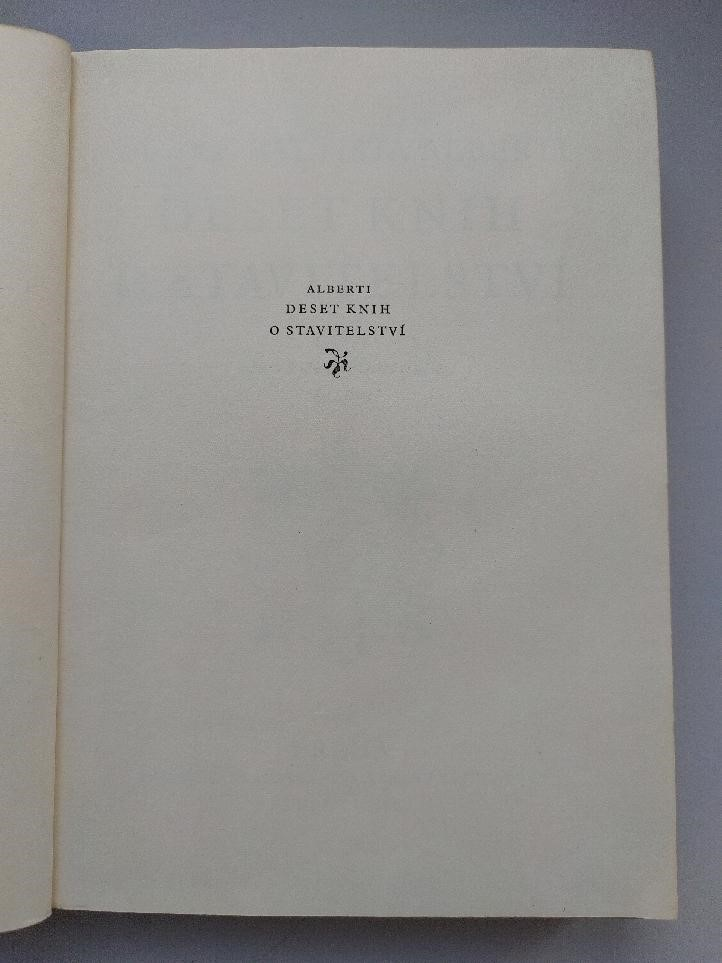
Patitulní list
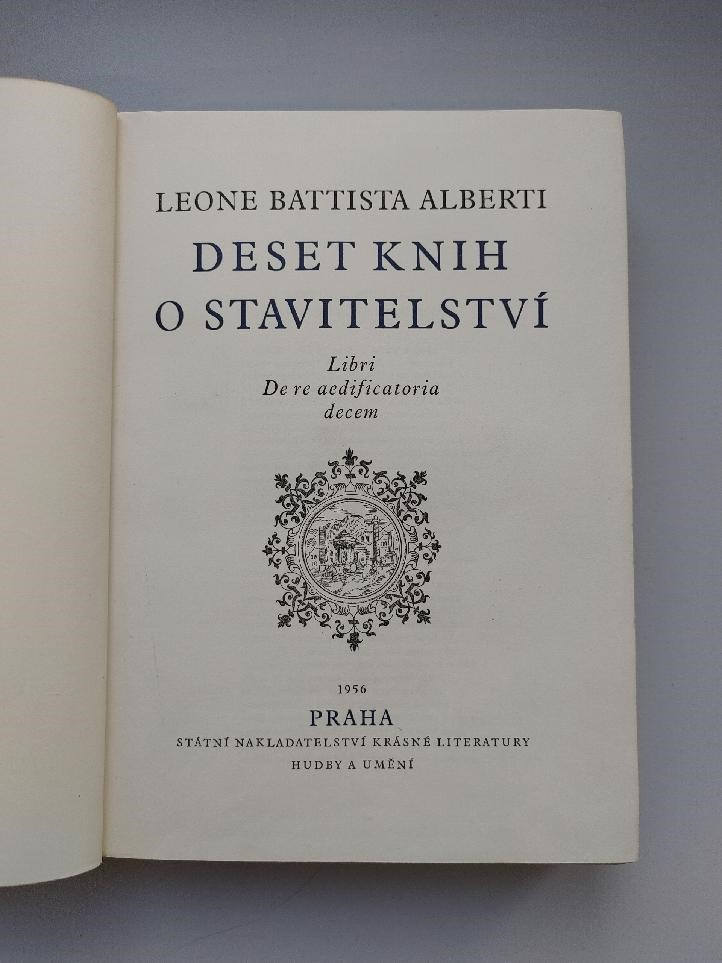
Titulní list